# L’auberge espagnole
L’auberge espagnole (Alternativtitel: L’auberge espagnole – Barcelona für ein Jahr; spanischer Titel: Una casa de locos; auf Deutsch auch: Barcelona für ein Jahr) ist eine spanisch-französische Filmkomödie von Cédric Klapisch aus dem Jahr 2002. Mit Wiedersehen in St. Petersburg folgte 2005 ein zweiter Teil. 2013 erschien der dritte Teil unter dem Titel Beziehungsweise New York.

## Handlung
Der französische VWL-Student Xavier verbringt – gefördert durch das Erasmus-Programm der EU – zwei Auslandssemester in der spanischen Metropole Barcelona, da er für seinen in Aussicht stehenden Job in einem Ministerium mit der spanischen Wirtschaft vertraut sein muss. Dort trifft er auf weitere Erasmus-Studenten aus anderen europäischen Ländern.
Seine Langzeitfreundin Martine versteht diese Entscheidung nicht – sie hält Xavier für egoistisch und fühlt sich vernachlässigt. Als er nach einer tränenreichen Verabschiedung von ihr endlich in Barcelona ankommt, lernt er auf dem Flughafen ein junges französisches Ehepaar kennen: Anne-Sophie und ihren Ehemann, einen Neurologen. Bei ihnen lebt er einige Tage, bis er eine Wohngelegenheit gefunden hat. Xavier zieht in eine Wohngemeinschaft mit anderen Studenten aus ganz Europa ein: Soledad aus Katalonien und ihr Freund, der Däne Lars, der Italiener Alessandro, Wendy aus England, Tobias aus Deutschland und die wallonische Belgierin Isabelle. Besonders an Isabelle findet Xavier Gefallen. Sie ist jedoch mit einer Frau liiert und die beiden beginnen eine platonische Freundschaft.
Die WG-Mitglieder führen ein weitgehend harmonisches Miteinander – abgesehen von Streitigkeiten, die aus unterschiedlichen Auffassungen, was die Ordnung betrifft, resultieren. Als Xaviers Freundin Martine ihn in Barcelona besucht, haben sich beide bereits entfremdet. Kurze Zeit später machen sie Schluss. Xavier beginnt eine Affäre mit der schüchternen Anne-Sophie, während das Leben der WG-Bewohner von beginnenden und endenden Beziehungen geprägt ist. Als Wendys Bruder aus England zu Besuch kommt und einige Zeit in der WG lebt, wird die Harmonie gestört. Während die anderen WG-Mitglieder aufeinander Rücksicht nehmen, beleidigt er mit seiner Art mehrere Mitbewohner.
Nachdem Anne-Sophie ihrem Mann die Affäre gestanden hat, bricht Xavier den Kontakt zu beiden ab. Er macht eine depressive Phase durch, die dazu führt, dass ihm gelegentlich Erasmus von Rotterdam erscheint. Überraschend taucht schließlich Wendys Freund Alistair auf. Die WG-Bewohner, mittlerweile zu einer verschworenen Gemeinschaft geworden, verhindern, dass dieser Wendys amerikanischen Geliebten entdeckt. Als das Jahr vorbei ist, fällt es Xavier schwer, von seinen Freunden Abschied zu nehmen. Das Jahr in Barcelona war für Xavier eines der besten und turbulentesten seines Lebens: Er hat die Welt kennengelernt und gute Freunde gefunden. Er gibt eine Abschiedsparty und kehrt dann traurig nach Paris zurück. An seinem ersten Arbeitstag flieht er aus der Ministerialbürokratie und beschließt, sein Leben nicht der Karriere zu widmen, sondern seinem Kindheitstraum, dem Schreiben.

## Hintergrund

### Klapischs Idee zum Film
Die Idee zum Film kam Regisseur Cédric Klapisch, als er seine jüngere Schwester in Barcelona besuchte, die dort als Erasmus-Studentin mit anderen jungen Leuten verschiedener Nationalitäten zusammenlebte. Klapisch erinnerte die Wohngemeinschaft an eine spanische Herberge, daher auch der Filmtitel L’auberge espagnole: Der Ausdruck steht im Französischen für eine Herberge, in der kein Essen angeboten wird und man von dem leben muss, was man selbst mitgebracht hat und was üblicherweise geteilt und getauscht wird.
Klapisch sah den chaotischen WG-Alltag mit Menschen, die verschiedene Sprachen sprechen, vor allem als Quelle der Komik und damit als perfektes Drehbuchmaterial. Gleichzeitig erkannte er das Potential für eine Reflexion und das Hinterfragen von Europa und der Unterschiede zwischen den einzelnen Nationalitäten.

### Drehbuch und Besetzung
Die Rolle des Studenten Xavier schrieb Klapisch speziell für Romain Duris; es sollte ihr vierter gemeinsamer Film werden. Dabei wendete Klapisch die gleiche Arbeitsweise an wie bei seinem Film … und jeder sucht sein Kätzchen (1996), indem sich die Handlung während der Besichtigung von möglichen Drehorten und der Zusammenstellung der restlichen Besetzung ergab. Für die Rollen der anderen Erasmus-Studenten wurden junge Darsteller in Großbritannien, Dänemark, Spanien, Italien und Deutschland gecastet. Dort traf jeweils ein Casting Director eine Vorauswahl, die Klapisch dann im Zusammenspiel mit Romain Duris testen ließ.

### Dreharbeiten
Die Dreharbeiten fanden in Paris und Barcelona statt. Drehorte in der katalanischen Metropole waren unter anderem die Plaça de Catalunya, die Plaça Reial, die engen Gassen der Altstadt (Ciutat Vella), der Strand von La Barceloneta, die Promenaden La Rambla und La Rambla del Mar, der Park Güell, die Hafenseilbahn und die Sagrada Família mit Blick auf die Stadt. Für das Szenenbild sorgte François Emmanuelli, als Kostümbildnerin kam Anne Schotte zum Einsatz.

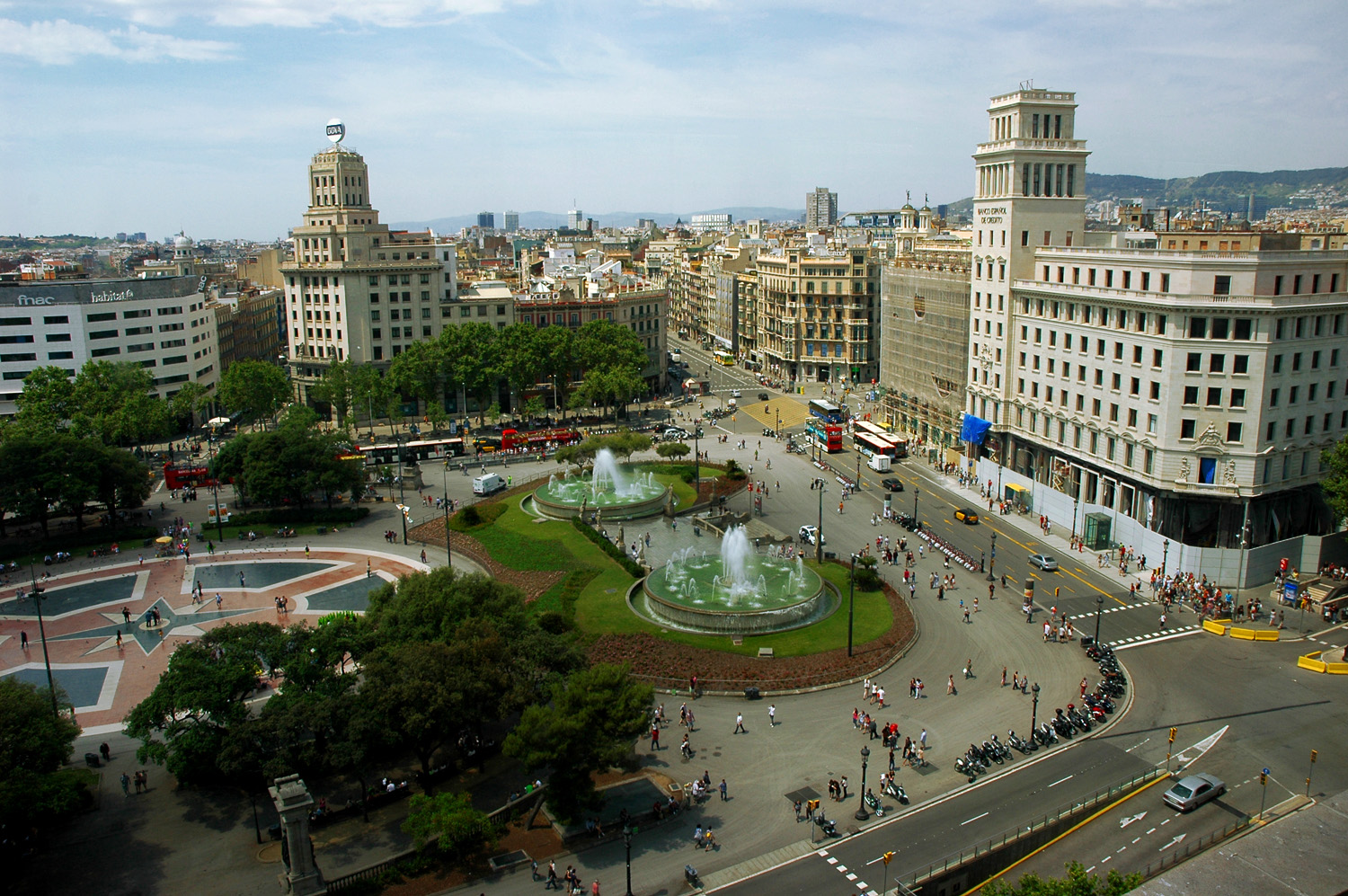
Plaça de Catalunya
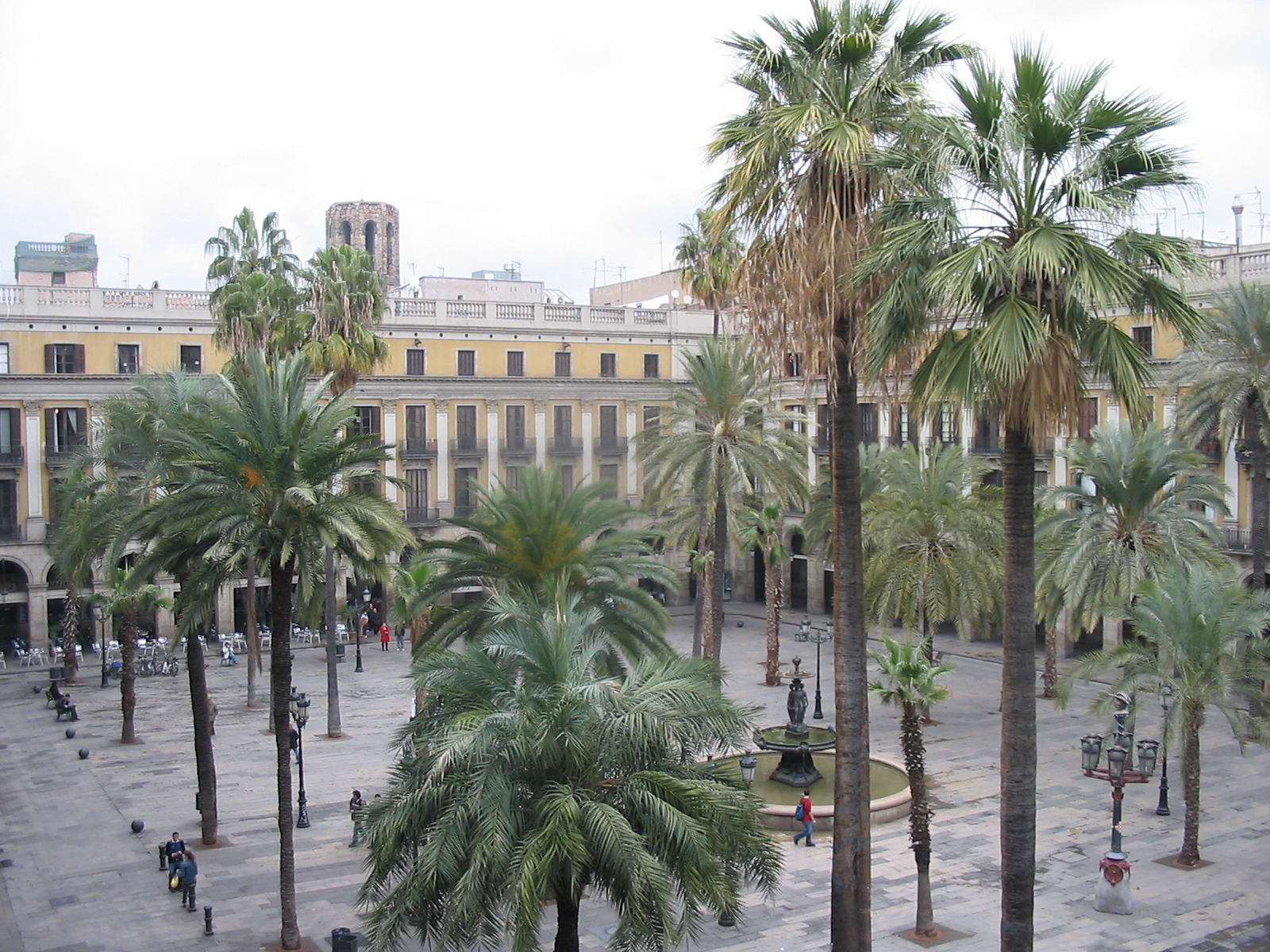
Plaça Reial
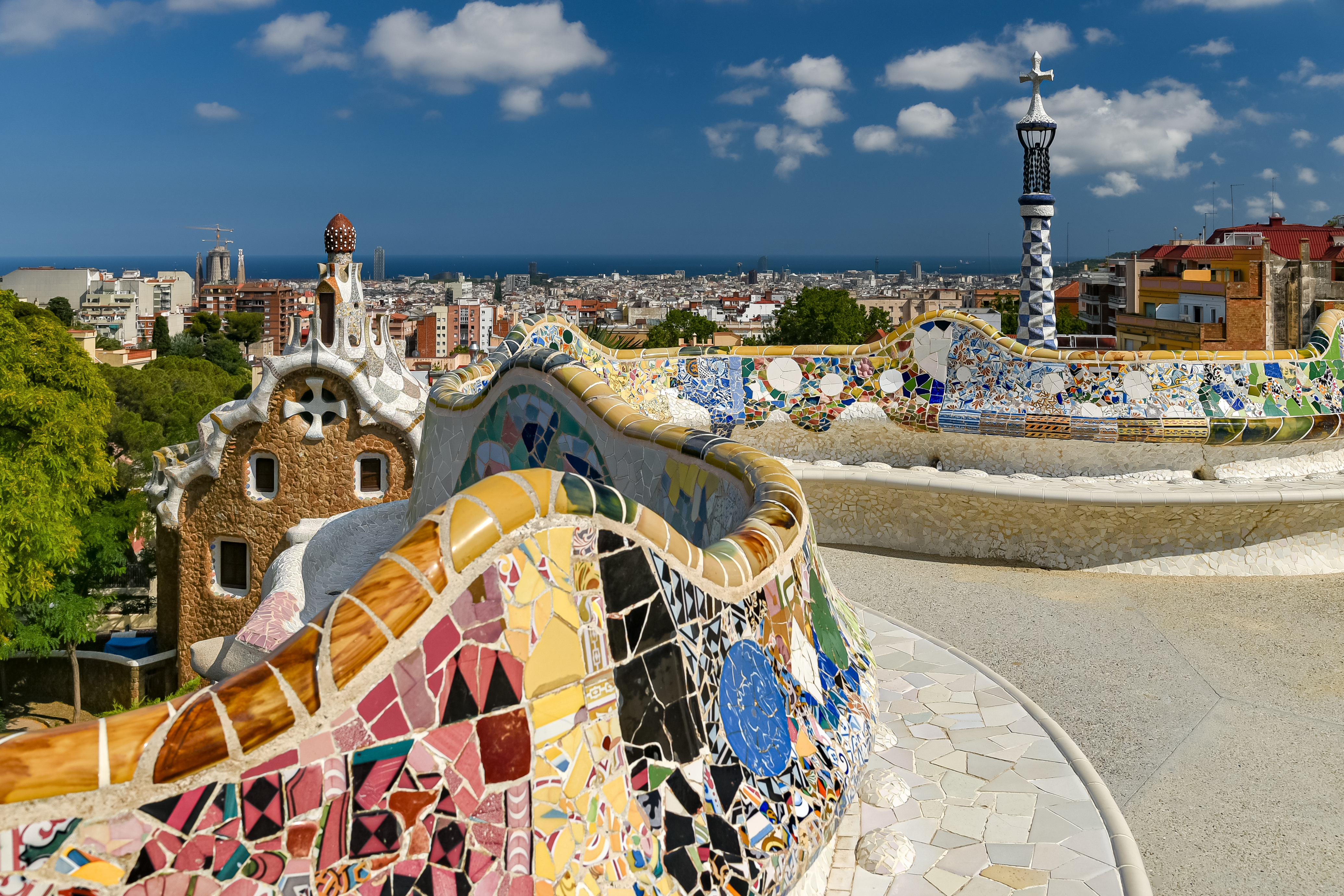
Blick vom Park Güell
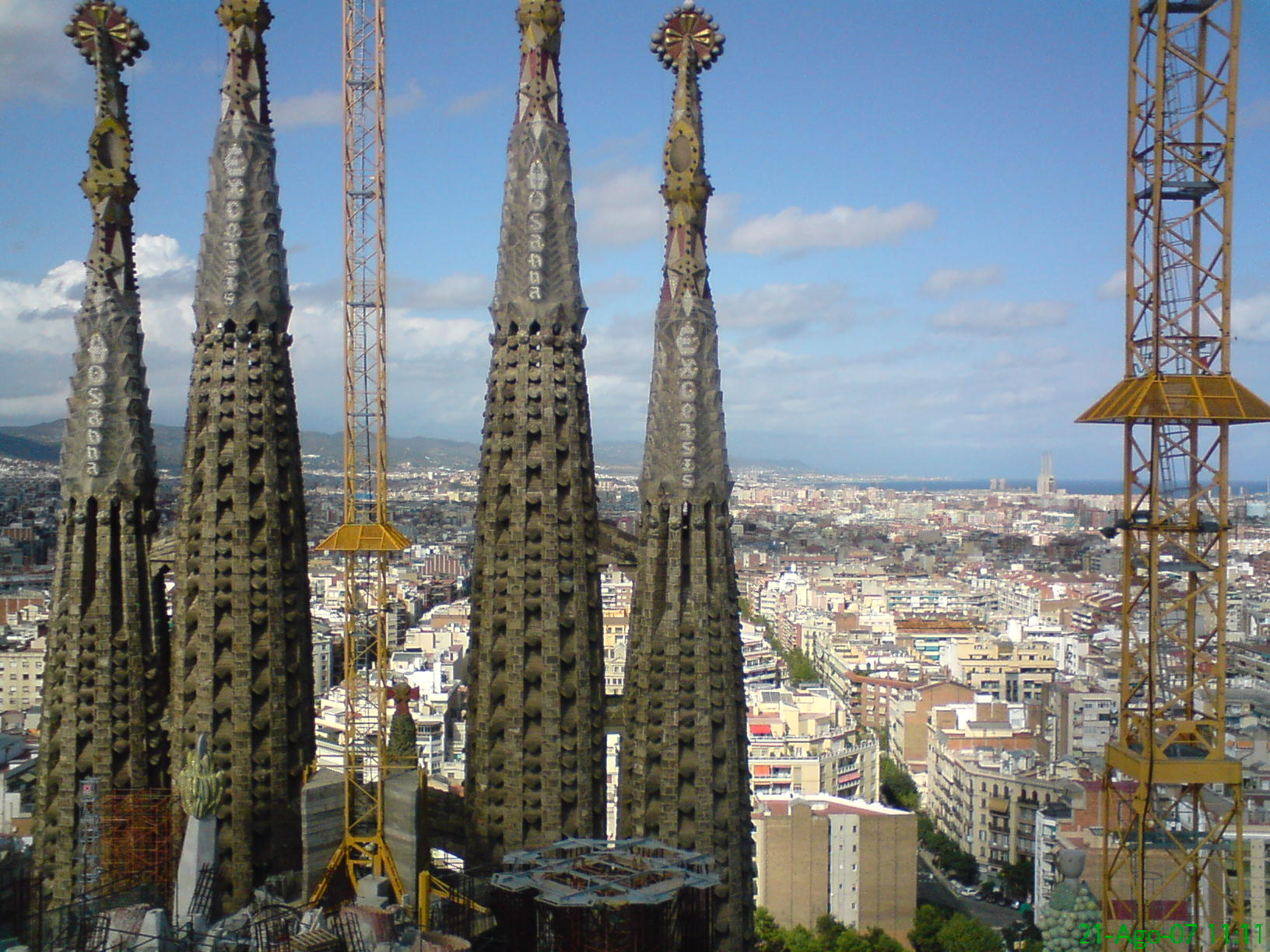
Sagrada Família
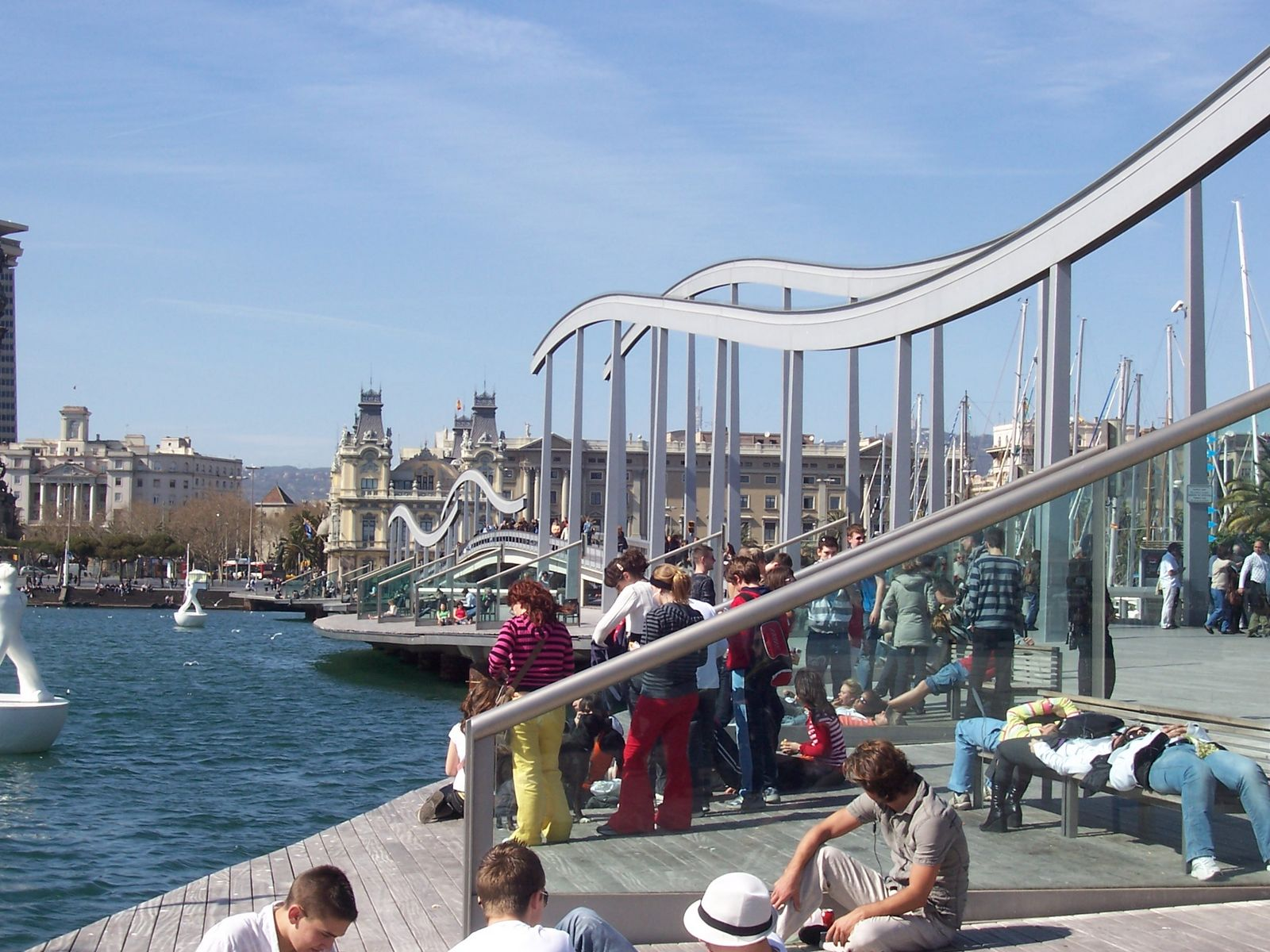
La Rambla del Mar
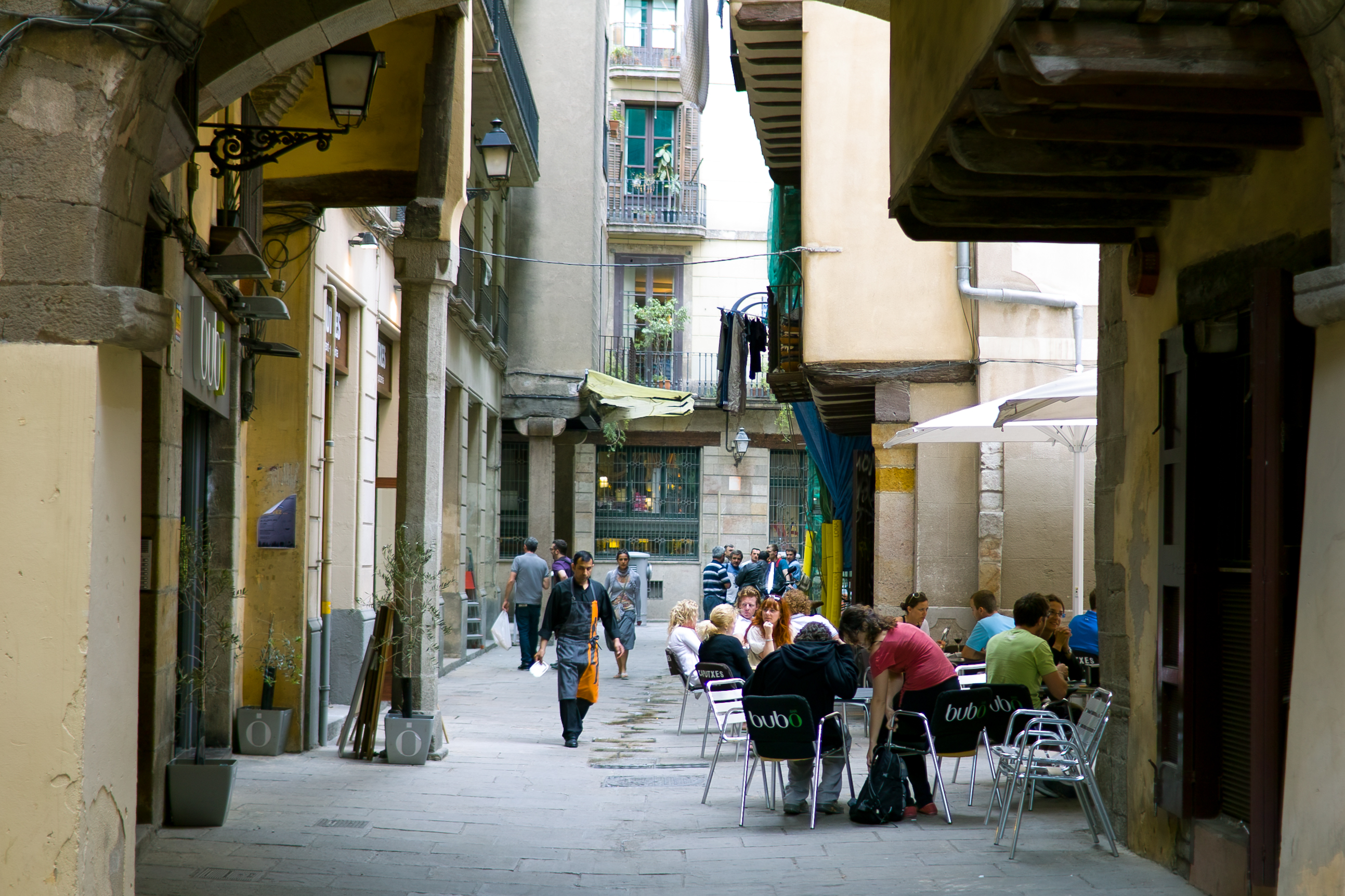
Eine Gasse der Altstadt

## Soundtrack
Neben Songs und Filmmusik, die von Loïc Dury, Mathieu Dury („Kouz-1“) und Ardag Basmadjian („Ardag“) für den Film geschrieben und interpretiert wurden, waren im Film auch mehrere andere Songs und Kompositionen zu hören:
- Te Deum von Marc-Antoine Charpentier
- No Surprises von Radiohead
- La Cocinera von La Mala Rodríguez
- Aï Du von Ali Farka Touré
- Reino de Silia von Vicente Amigo
- Betece von Africando
- Walzer Op. 64, Nr. 2 in cis-Moll von Frédéric Chopin, gespielt von Artur Rubinstein
- Aerodynamic von Daft Punk
- No Woman, No Cry von Bob Marley und Vincent Ford, interpretiert von den Darstellern
- Que viva la noche von Sonia & Selena

Der Soundtrack des Films wurde 2002 vom Label EastWest (Warner Music Group) mit insgesamt 13 Tracks auf CD veröffentlicht.

## Rezeption

### Veröffentlichung und Nachwirkung
Die Premiere von L’auberge espagnole fand am 17. Mai 2002 im Rahmen der 55. Internationalen Filmfestspiele von Cannes statt. Der Film kam am 19. Juni 2002 in die französischen Kinos, wo ihn 2,97 Millionen Zuschauer sahen, und wurde am 9. Juli 2002 auch auf dem Internationalen Filmfestival Karlovy Vary gezeigt. In der deutschsprachigen Schweiz lief er am 31. Oktober 2002 an. Der Kinostart in Deutschland und Österreich folgte mehr als ein Jahr später am 13. bzw. 14. November 2003. Im selben Jahr war L’auberge espagnole der Eröffnungsfilm der Französischen Filmtage Tübingen-Stuttgart. Weltweit spielte der Film, dessen Budget bei fünf Millionen Euro lag, rund 31 Millionen Dollar ein. Im Jahr 2004 erschien er auf Video und DVD. Die deutsche Free-TV-Premiere erfolgte am 29. Juli 2007 auf ProSieben. Im Jahr 2011 wurde der Film auch auf Blu-ray veröffentlicht.
Unter ehemaligen Erasmus-Studenten erreichte der Film Kultstatus. Als internationaler Überraschungserfolg zog er zwei Fortsetzungen nach sich:  Wiedersehen in St. Petersburg (2005) und Beziehungsweise New York (2013). Im April 2023 wurde mit der achtteiligen Serie Salade grecque bei Amazon Prime ein Spin-off der Trilogie veröffentlicht. Im Mittelpunkt der Serie stehen Xaviers und Wendys Kinder Mia und Tom, die in Athen ein Haus geerbt haben und es zur Unterkunft für Flüchtlinge umfunktionieren. Von der ursprünglichen Besetzung sind Romain Duris, Cécile de France, Kelly Reilly, Barnaby Metschurat, Kevin Bishop und Martine Demaret als Xaviers Mutter in der Serie erneut zusammen zu sehen.

### Kritiken
„Beschwingte Komödie über junge Erwachsene mit liebevoll gezeichneten Figuren und einer Portion Tiefgang, die mit teilweise überraschenden Problemlösungen heiter unterhält“, befand das Lexikon des internationalen Films. Die Filmzeitschrift Cinema sah in L’auberge espagnole eine „mediterran-quirlig[e]“ Komödie, in der so manches vom WG-Alltag „banal“ sei, die aber im Ergebnis „ein mit Witz und Melancholie gewürztes Potpourri vom letzten Aufbäumen der Jugend“ darstelle, ehe man dem „Ernst des Lebens“ begegne. Das abschließende Urteil lautete: „Für das Leben lernen wir! So wie in dieser liebenswerten Chaos-WG macht Studieren Spaß.“
Matthias Heine von der Berliner Morgenpost konstatierte, dass der optimistisch gehaltene Film „seine Botschaft, das Chaos des zusammenwachsenden Europa entspreche dem Chaos jugendlicher Sinnsuche, manchmal überdeutlich“ vortrage. Doch sei dies im Bezug auf das Sujet „angemessen“ und wirke „wie der Erzähldrang eines jungen Menschen, der alles, was ihm zustößt, noch für eine ganz einzigartige und unbedingt mitteilungswürdige Erfahrung hält“.
Carmen Böker von der Berliner Zeitung bezeichnete L’auberge espagnole als ein „mit zwei Stunden Laufzeit recht langatmige[s] Werk“ und zählte es zu den „trieb- und alkoholgesteuerten Erweckungskomödien“. Der Film wirke jedoch „in seiner Harmlosigkeit (und trotz einiger modischer Zeitraffer-Sequenzen) wie einige Jahrzehnte vor der grobschlächtigen American-Pie-Reihe entstanden: Alle Exzesse – man muss das altmodische Attribut hier bemühen – muten geradezu lausbubenhaft an.“

### Auszeichnungen
César 2003

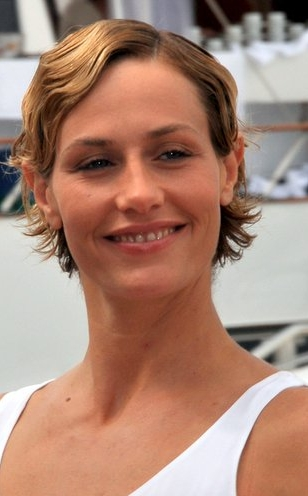
Gewann für die Rolle der Isabelle drei Nachwuchspreise: Cécile de France

- Beste Nachwuchsdarstellerin (Cécile de France)
- Nominiert in der Kategorie Bester Film
- Nominiert in der Kategorie Beste Regie (Cédric Klapisch)
- Nominiert in der Kategorie Beste Nebendarstellerin (Judith Godrèche)
- Nominiert in der Kategorie Bestes Drehbuch (Cédric Klapisch)
- Nominiert in der Kategorie Bester Schnitt (Francine Sandberg)

Europäischer Filmpreis 2002
- Nominiert in der Kategorie Beste Regie (Cédric Klapisch)

Prix Lumières 2003
- Bestes Drehbuch (Cédric Klapisch)
- Beste Nachwuchsdarstellerin (Cécile de France)

Étoile d’Or 2003
- Beste Nachwuchsdarstellerin (Cécile de France)

Internationales Filmfestival von Brisbane 2003
- Publikumspreis

Internationales Filmfestival von  Gijón 2002
- Nominiert für den Grand Prix Asturias

Internationales Filmfestival Karlovy Vary 2002
- Publikumspreis
- Nominiert für den Kristallglobus

Sydney Film Festival 2003
- Publikumspreis

Vancouver Film Critics Circle 2004
- Nominiert in der Kategorie Bester ausländischer Film

## Deutsche Fassung
Die deutsche Synchronfassung entstand bei der Christa Kistner Synchronproduktion in Potsdam unter der Dialogregie von Marius Clarén.
| Rolle               | Darsteller          | Synchronsprecher      |
| ------------------- | ------------------- | --------------------- |
| Xavier              | Romain Duris        | Norman Matt           |
| Anne-Sophie         | Judith Godrèche     | Gundi Eberhard        |
| Martine             | Audrey Tautou       | Katherina Mai         |
| Isabelle            | Cécile de France    | Tanja Geke            |
| Wendy               | Kelly Reilly        | Marie Bierstedt       |
| Soledad             | Cristina Brondo     | Carolina Vera         |
| Alessandro          | Federico D’Anna     | Dennis Schmidt-Foß    |
| William             | Kevin Bishop        | Kim Hasper            |
| Jean-Michel         | Xavier de Guillebon | Thomas Nero Wolff     |
| Jean-Charles Perrin | Wladimir Yordanoff  | Hans-Werner Bussinger |
| Alistair            | Iddo Goldberg       | Timmo Niesner         |
| Xaviers Mutter      | Martine Demaret     | Heidrun Bartholomäus  |